# La Faille (roman)
Pour les articles homonymes, voir La Faille.

La Faille est un roman policier écrit par Franck Thilliez et paru en 2023 aux éditions Fleuve Noir.

## Accueil
D'après Libération, « dans ce roman où il reprend son personnage de prédilection, le commandant Sharko, l’auteur de best-sellers ne ménage pas les effets pour faire frémir le lecteur autour d’une intrigue qui interroge notamment la question de la mort cérébrale ».
Le livre « nous plonge dans les affres de la mort », souligne Nice matin.
Dans son roman Un Œil dans la nuit, aussi sorti en 2023, Bernard Minier cite le commandant Franck Sharko et l'affaire Emma Dotty qu'il vient de résoudre dans La Faille.